# 道希庙
道希庙，位于内蒙古自治区锡林郭勒盟正镶白旗，是一座藏传佛教格鲁派寺院。

## 简介
道希庙是原察哈尔盟的知名寺庙之一。2009年，在全国第三次文物普查中，正镶白旗文物部门的普查总面积达到6229平方公里，普查73处，新发现了阿布盖图石洞、呼恒陶拉盖（公主墓）、道希庙、毕力克庙等等古遗址。